# مالكوم سميث
مالكوم سميث (بالإنجليزية: Malcolm Smith)‏ (1 يناير 1970 في المملكة المتحدة - ) هو لاعب كرة قدم بريطاني في مركز الوسط. لعب مع نادي غيلينغهام وHythe Town F.C. ‏.